# Telefonní záznamník

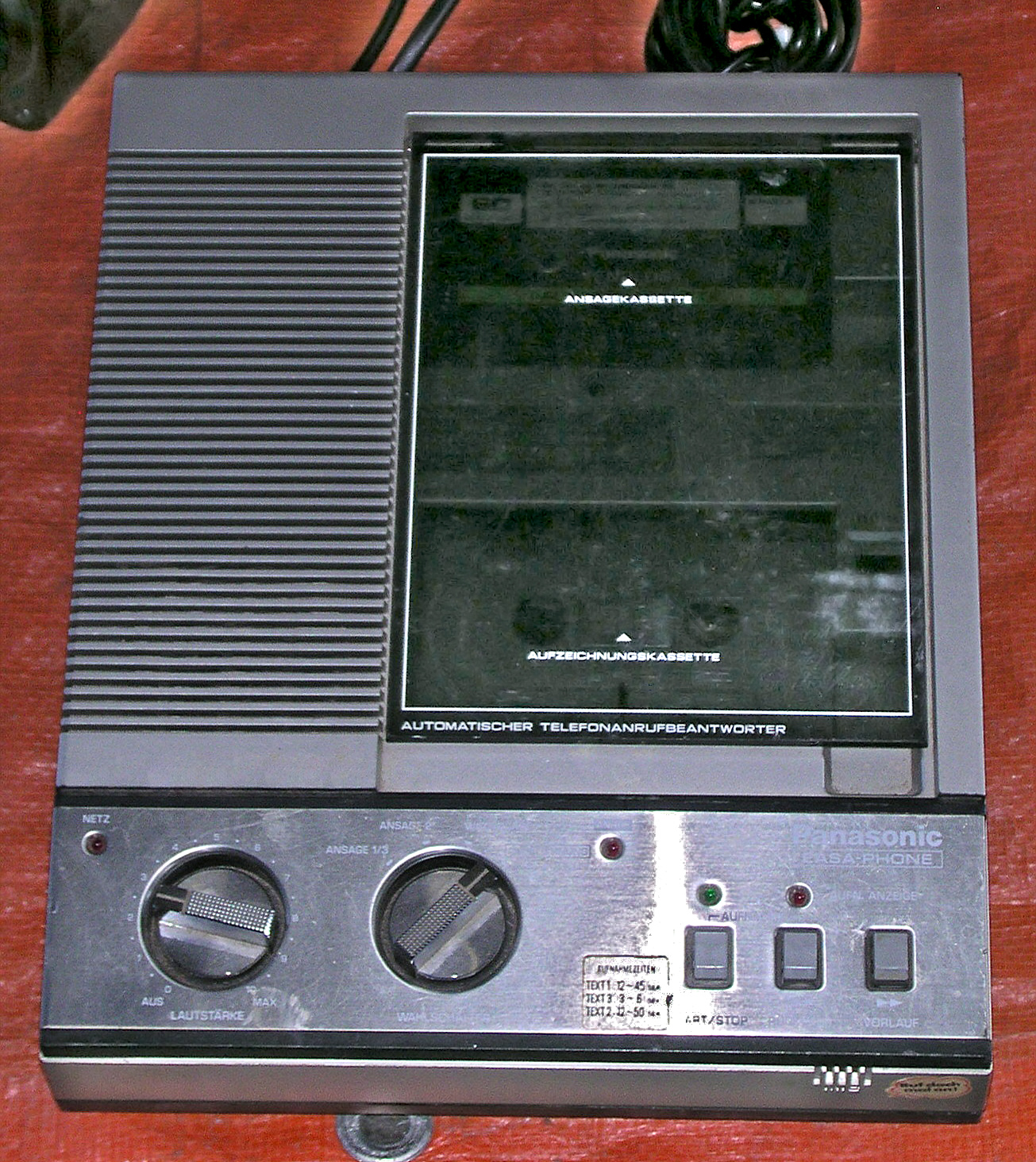
Samostatný přístroj telefonního záznamníku Panasonic

Telefonní záznamník, běžně označovaný pouze jako záznamník, je přístroj, který se používá pro rozšíření funkcí telefonu, který volajícímu umožňuje zanechání hlasového vzkazu pro volaného, pokud volaný v danou chvíli není schopen přijmout hovor.
Existuje několik druhů telefonních záznamníků:
- Samostatný - přístroj mající pouze funkci záznamníku. Většinou se připojuje na telefonní ústřednu, případně přímo na telefonní linku.
- Integrovaný - součást jiného přístroje. Zpravidla se jedná o záznamník integrovaný do telefonu.
- Virtuální - existující jako funkce telefonní ústředny, jako počítačový program nebo jako služba telefonního operátora. U mobilních operátorů je tento typ záznamníku zpravidla zdarma automaticky nabízen všem uživatelům jako tzv. hlasová schránka. Operátor O2 takový záznamník pro pevnou linku nabízí pod názvem Memobox.

Záznamníky pro zaznamenání hovoru používají různá média. Dnes se zpravidla jedná o digitální záznam do některého typu paměti RAM (Flash paměť, pevný disk, aj.), hlavně dříve byly běžné záznamníky používající audiokazety, nejčastěji tzv. mikrokazety.